# مجرة إهليلجية

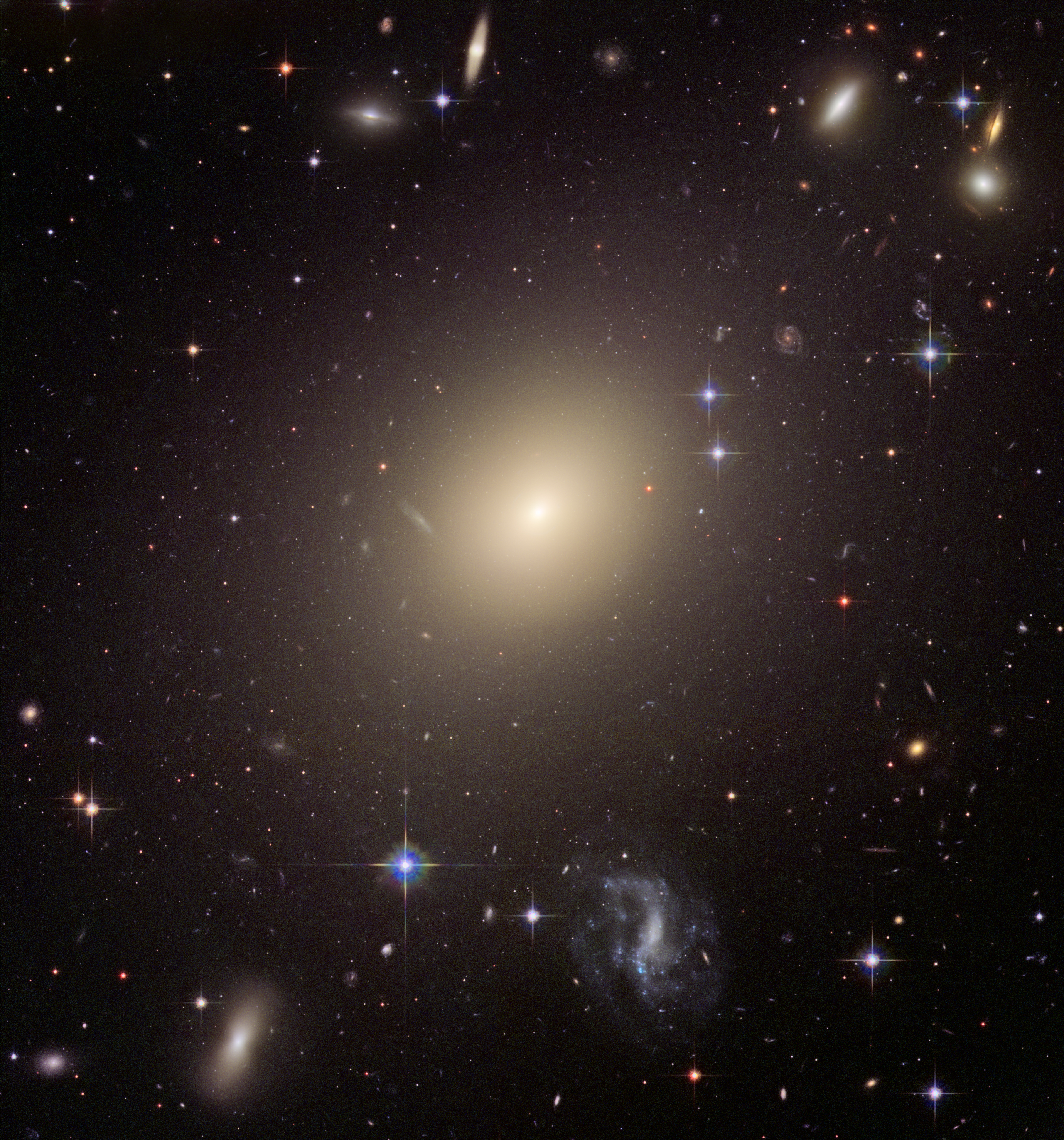
المجرة الإهليلجية العظمى ESO 325-G004.

المجرة الإهليلجية (بالإنجليزية : elliptical galaxy ، ورمزها اللاتيني E) توصف بشكلها البيضوي، ويتراوح عدد النجوم بها من عدة ملايين إلى أكثر من تريليون نجم ويمكن أن تتشكل المجرات الإهليجية عن طريق تصادم مجرتان، المجرات الإهليجية هي واحدة من ثلاث مجرات رئيسية في الكون ووصفت في الأصل من قبل الفلكي الأمريكي إدوين هابل في عام 1936، المجرات الإهليجية هي أقدم أنواع المجرات في الكون وسطوعها أقدم من باقي المجرات وكمية الغاز والغبار بها شبه معدومة تقريبا وتختلف في تدرج الاستطالة حيث تنقسم استطالة المجرة من الرموز E0 إلى E7 تبعا نسق هابل للمجرات حيث أن الرمز E0 يدل على أن المجرة قريبة من الشكل الكروي وهي الأكبر عمرا، أما الرمز E7 فيدل على أن المجرة أكثر استطالة والأصغر عمرا، ، تشكل المجرات الإهليجية نسبة 15% إلى 25% من عدد المجرات في الكون المنظور والمرصود.

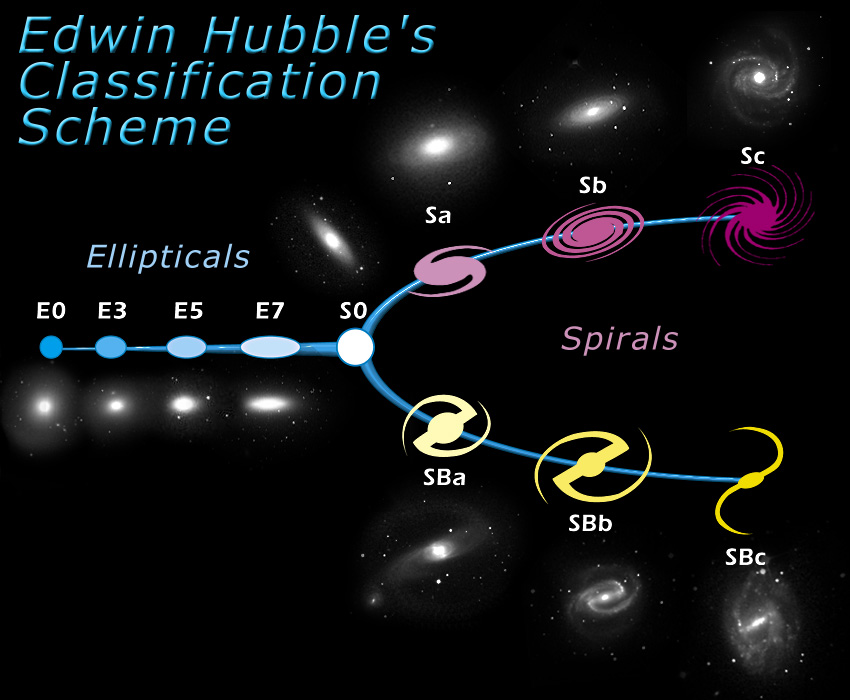
نسق هابل للمجرات وتظهرأنواع المجرات الإهليجية على الجانب الايسر من الرسم

## الخصائص العامة
تتميز المجرات الاهليجية بالعديد من الخصائص التي تجعلها مميزه من غيرها من المجرات :
1. هي كرات ضخمة من النجوم القديمة العملاقة وقليل ما تولد نجوم جديدة.
2. بطيئة الدوران وتوازنها مرتبط بالحركة العشوائية للنجوم الذي يوّلد الضغط على عكس الضغط الغازي الموجود بالمجرات الحلزونية الذي يكون موّزعا بشكل متجانس دائما إن ضغط النجوم يمكن أن يكون أقوى في اتجاه مُعيّن ومن هنا يتكون الشكل الإهليجي ومن الممكن أن تكون مفلطحة أو بشكل طولي أو عدسية أو غير منتظمة.
3. هناك القليل من الغاز والغبار في المجرات الإهليجية لذلك تنخفض معدلات تَكوّن وولادة النجوم وبها عدد قليل من عناقيد النجوم المفتوحة.
4. الخصائص الديناميكية في المجرات الإهليجية متشابهة مع المجرات الحلزونية مما يدل على أن تم تشكلها من قبل العمليات الفيزيائية ذاتها وإن كان هذا لا يزال موضع جدل.

## تشكل النجوم
المعتاد في المجرات الإهليجية قلة مناطق تكون النجوم (السدم) وكثرة النجوم القديمة أو النجوم العجوزة وذلك بسبب عدم وجود الغاز والغبار لتَكوّن النجوم وبالتالي فإن المجرة تظهر باللون الأصفر أو الأحمر على عكس المجرات الحلزونية التي بها أماكن كثيرة لتَكوّن النجوم.

## تطور
التفكير الحالي هو أن المجرات الإهليجية قد تكون نتيجة لعملية طويلة حيث اصطدام مجرتان إهليجيتان قد ينتج نوع جديد من المجرات ويعتقد العلماء أن كل مجرة كبيرة تحتوي على ثقب أسود هائل الكتلة في وسطها وترتبط كتلته بكتلة المجرة حيث كلما زادت كتلة وحجم المجرة زادت كتلة الثقب الأسود ويعتقد أنها تلعب دور في نمو وتطور المجرات.

## أمثلة
أي سي 1101 ، أكبر مجرة معروفة من حيث الحجم يقدر قطرها (بحوالي 5.5 مليون سنة ضوئية)
مسييه 87 تحتوي هذه المجرة على ثقب أسود هائل الكتلة.
مسييه 60 مجرة في كوكبة العذراء ويوجد بها واحد من أكبر الثقوب السوداء التي تم اكتشافها وتبلغ كتلته 4.5 مليار كتلة شمسية.
مسييه 59 مجرة توجد في كوكبة العذراء.
مسييه 105 توجد في كوكبة الأسد.
مجرة قنطورس أ.

## صور لبعض المجرات الإهليلجية

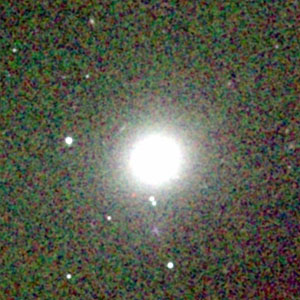
مسييه 89 ، تصنيف: E0
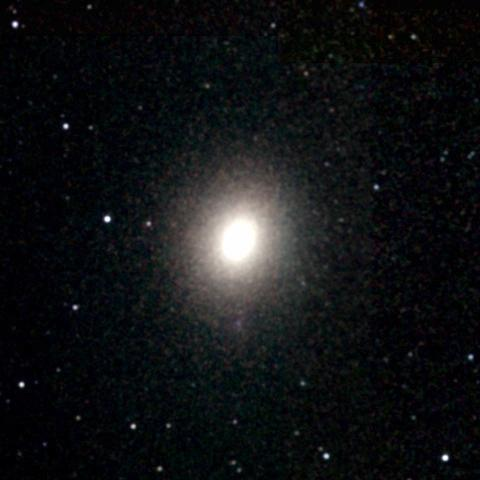
مسييه 32 ، تصنيف: cE2
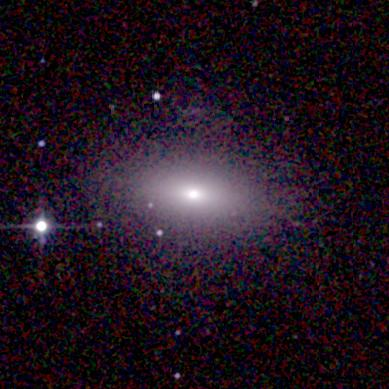
NGC 4125, تصنيف: E6

## اقرأ أيضا
- مجرة بدائية
- مجرة إهليلجية قزمة
- اصطدام مجري
- مجرة الألعاب النارية
- مجموعة مجرات الكور
- تجمع مجرات العذراء
- عنقود مجرات العذراء العظيم
- المجموعة المحلية
- مجرة انفجار نجمي
- مجرة راديوية
- مجرة مظلمة
- مجرة حلزونية
- مجرة قزمة NGC 5238
- نجم
- قزم أبيض
- عملاق أحمر
- الانفجار العظيم
- نجم نيوتروني
- ثقب أسود
- مسييه 100
- خط زمني للانفجار العظيم
- قائمة أبعد أجرام الكون عنا
- قائمة مجرات المجموعة المحلية
- مجرة الرامي الإهليجية القزمة